# Finnische Eishockeynationalmannschaft der Frauen
Die finnische Eishockeynationalmannschaft der Frauen ist eine der führenden Nationalmannschaften im Welt-Fraueneishockey und befindet sich (2024) auf Platz 3 der IIHF-Weltrangliste. Geführt wird sie durch den Finnischen Eishockeyverband. Derzeitiger Trainer ist Juuso Toivola.

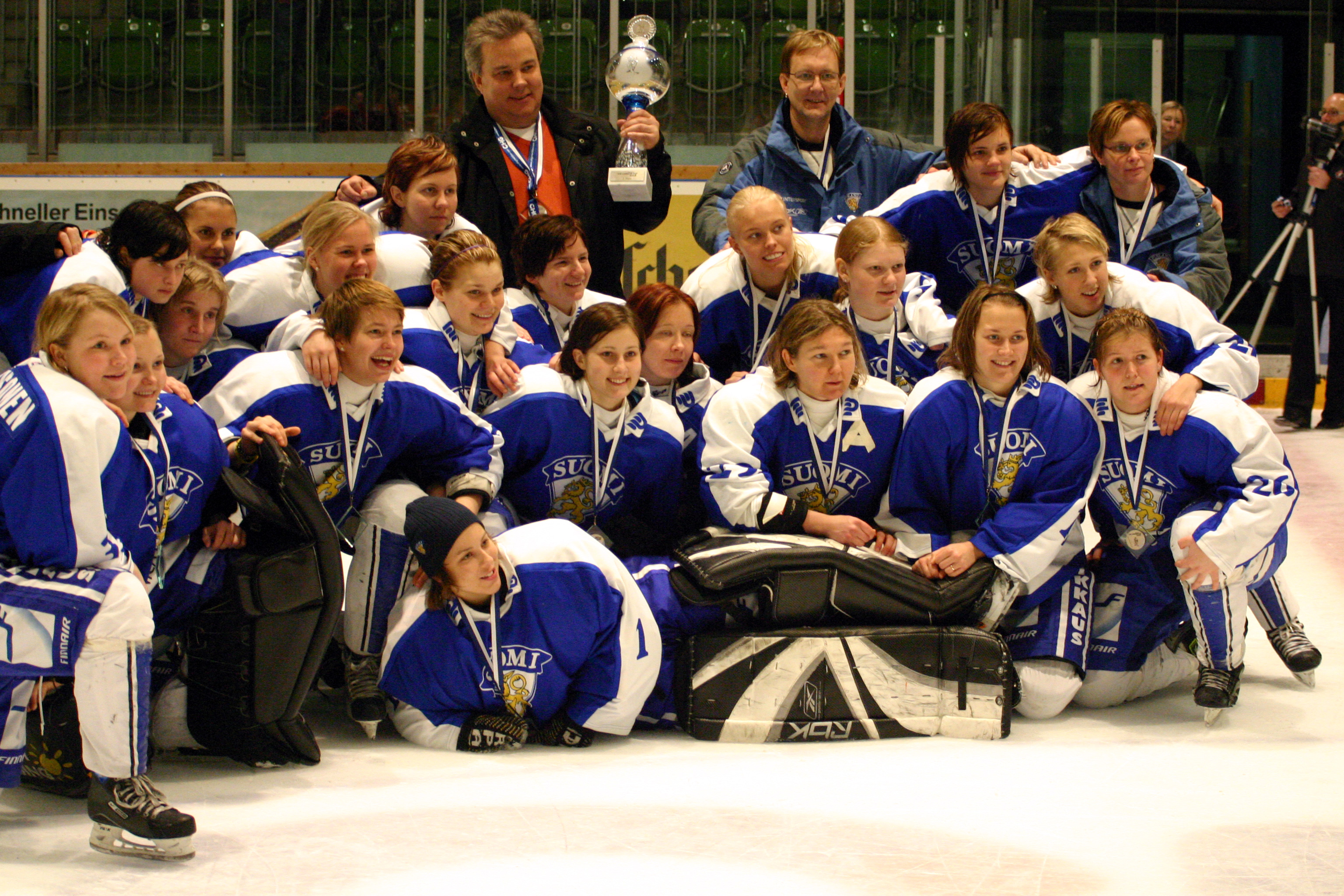
Finnische Eishockeynationalmannschaft der Frauen beim Air Canada Cup 2008 in Ravensburg

## Resultate

### Bei Europameisterschaften
- 1989 – Goldmedaille
- 1991 – Goldmedaille
- 1993 – Goldmedaille
- 1995 – Goldmedaille
- 1996 – Bronzemedaille

### Bei Weltmeisterschaften
| - 1990 – 3. Platz, Bronzemedaille - 1992 – 3. Platz, Bronzemedaille - 1994 – 3. Platz, Bronzemedaille - 1997 – 3. Platz, Bronzemedaille - 1999 – 3. Platz, Bronzemedaille - 2000 – 3. Platz, Bronzemedaille - 2001 – 4. Platz - 2004 – 3. Platz, Bronzemedaille - 2005 – 4. Platz - 2007 – 4. Platz - 2008 – 3. Platz, Bronzemedaille - 2009 – 3. Platz, Bronzemedaille | - 2011 – 3. Platz, Bronzemedaille - 2012 – 4. Platz - 2013 – 4. Platz - 2015 – 3. Platz, Bronzemedaille - 2016 – 4. Platz - 2017 – 3. Platz, Bronzemedaille - 2019 – 2. Platz, Silbermedaille - 2021 – 3. Platz, Bronzemedaille - 2022 – 6. Platz - 2023 – 5. Platz - 2024 – 3. Platz, Bronzemedaille - 2025 – 3. Platz, Bronzemedaille |

### Bei Olympischen Winterspielen
- 1998 – Bronzemedaille
- 2002 – 4. Platz
- 2006 – 4. Platz
- 2010 – Bronzemedaille
- 2014 – 5. Platz
- 2018 – Bronzemedaille
- 2022 – Bronzemedaille

### 3/4 Nations Cup
- 1996 – Bronzemedaille (3 Nations Cup)
- 1997 – Bronzemedaille (3 Nations Cup)
- 1998 – Bronzemedaille (3 Nations Cup)
- 1999 – Bronzemedaille (3 Nations Cup)
- 2000 – Bronzemedaille (4 Nations Cup)
- 2001 – Silbermedaille (3 Nations Cup)
- 2002 – Bronzemedaille (4 Nations Cup)
- 2003 – Bronzemedaille (4 Nations Cup)
- 2004 – 4. Platz (4 Nations Cup)
- 2005 – Bronzemedaille (4 Nations Cup)
- 2006 – 4. Platz (4 Nations Cup)
- 2007 – Bronzemedaille (4 Nations Cup)
- 2008 – 4. Platz (4 Nations Cup)
- 2009 – 4. Platz (4 Nations Cup)
- 2010 – Bronzemedaille (4 Nations Cup)
- 2011 – 4. Platz (4 Nations Cup)
- 2012 – 4. Platz (4 Nations Cup)
- 2013 – Silbermedaille (4 Nations Cup)
- 2014 – Bronzemedaille (4 Nations Cup)
- 2015 – Bronzemedaille (4 Nations Cup)
- 2016 – Bronzemedaille (4 Nations Cup)
- 2017 – Bronzemedaille (4 Nations Cup)
- 2018 – Bronzemedaille (4 Nations Cup)

## Meisterkader

### Olympiabronze 1998
- Sari Fisk, Kirsi Hänninen, Satu Huotari, Marianne Ihalainen, Johanna Ikonen, Sari Krooks, Emma Laaksonen, Sanna Lankosaari, Katja Lehto, Marika Lehtimäki, Riikka Nieminen, Marja-Helena Pälvilä, Tuula Puputti, Karoliina Rantamäki, Tiia Reima, Katja Riipi, Päivi Salo, Maria Selin, Liisa-Maria Sneck, Petra Vaarakallio
Trainer: Rauno Korpi

### Olympiabronze 2010
- Anne Helin, Jenni Hiirikoski, Venla Hovi, Michelle Karvinen, Mira Kuisma, Emma Laaksonen, Rosa Lindstedt, Terhi Mertanen, Heidi Pelttari, Mariia Posa, Annina Rajahuhta, Karoliina Rantamäki, Noora Räty, Mari Saarinen, Saija Sirviö, Nina Tikkinen, Minnamari Tuominen, Saara Tuominen, Linda Välimäki, Anna Vanhatalo, Marjo Voutilainen
Trainer: Pekka Hämäläinen

### Olympiabronze 2018
- Sanni Hakala, Jenni Hiirikoski, Venla Hovi, Mira Jalosuo, Michelle Karvinen, Rosa Lindstedt, Petra Nieminen, Tanja Niskanen, Emma Nuutinen, Isa Rahunen, Meeri Räisänen, Annina Rajahuhta, Noora Räty, Saila Saari, Sara Säkkinen, Ronja Savolainen, Eveliina Suonpää, Susanna Tapani, Noora Tulus, Minnamari Tuominen, Riikka Välilä, Linda Välimäki, Ella Viitasuo
Trainer: Pasi Mustonen

### Olympiabronze 2022
- Sanni Hakala, Jenni Hiirikoski, Elisa Holopainen, Sini Karjalainen, Michelle Karvinen, Anni Keisala, Nelli Laitinen, Julia Liikala, Eveliina Mäkinen, Petra Nieminen, Tanja Niskanen, Jenniina Nylund, Meeri Räisänen, Emmi Rakkolainen, Sanni Rantala, Ronja Savolainen, Sofianna Sundelin, Susanna Tapani, Noora Tulus, Minnamari Tuominen, Viivi Vainikka, Sanni Vanhanen, Emilia Vesa, Ella Viitasuo
Cheftrainer: Pasi Mustonen   Assistenztrainer: Kari Eloranta

## Nationaltrainer
- 1989 Esko Peltonen
- 1990–1993 Jouko Öystilä
- 1994–1996 Jorma Valtonen
- 1997–1998 Rauno Korpi
- 1999 Kari Savolainen
- 2000 Hannu Saintula
- 2001–2002 Jouko Lukkarila
- 2004–2009 Hannu Saintula
- 2010–2012 Pekka Hämäläinen
- 2013–2014 Mika Pieniniemi
- 2015–2022 Pasi Mustonen
- seit 2022 Juuso Toivola